# Маруси
Маруси (пол. Marusy) — село в Польщі, у гміні Сонськ Цехановського повіту Мазовецького воєводства.
Населення — 170 осіб (2011).
У 1975-1998 роках село належало до Цехановського воєводства.

## Демографія
Демографічна структура станом на 31 березня 2011 року:
|          | Загалом | Допрацездатний вік | Працездатний вік | Постпрацездатний вік |
| -------- | ------- | ------------------ | ---------------- | -------------------- |
| Чоловіки | 79      | 25                 | 48               | 6                    |
| Жінки    | 91      | 20                 | 54               | 17                   |
| Разом    | 170     | 45                 | 102              | 23                   |